# Gli uccelli
Gli uccelli (The Birds) è un film del 1963 diretto da Alfred Hitchcock e tratto dall'omonimo racconto di Daphne du Maurier pubblicato nel 1953.
Presentato fuori concorso al 16º Festival di Cannes, è una delle più celebri opere del regista ed uno dei suoi maggiori successi anche al botteghino.
Nel 2016 è stato scelto per la conservazione nel National Film Registry della Biblioteca del Congresso degli Stati Uniti.

## Trama

Tippi Hedren in una scena del film.

All'inizio degli anni '60, in un negozio di animali di San Francisco, la socialite Melanie Daniels incontra l'avvocato Mitch Brenner, che vuole comprare dei pappagallini Inseparabili per l'undicesimo compleanno di sua sorella Cathy. Pur riconoscendo Melanie per la sua apparizione in tribunale a proposito di uno scherzo andato storto, Mitch finge di scambiarla per una dipendente del negozio. Mitch mette alla prova la conoscenza degli uccelli di Melanie, ma lei fallisce. Le rivela quindi di avere in realtà riconosciuta la sua vera identità e se ne va senza comprare nulla. Colpita, Melanie compra i pappagallini e si dirige a Bodega Bay dopo aver appreso che Mitch è andato alla fattoria della sua famiglia per il fine settimana. Melanie viene indirizzata a un'insegnante di Bodega Bay, Annie Hayworth, per conoscere il nome della sorellina di Mitch. Annie è l'ex amante di Mitch, ma la loro relazione è finita a causa della madre prepotente di lui, Lydia, a cui non piace nessuna donna nella vita di Mitch.
Melanie noleggia una barca e attraversa la baia per lasciare discretamente i pappagallini alla fattoria dei Brenner. Mitch vede Melanie mentre se ne va e va ad incontrarla al molo. Mentre Melanie si avvicina al molo, un gabbiano la attacca. Mitch si prende cura della sua ferita alla testa all'interno di una tavola calda. Lydia arriva e incontra Melanie, che Mitch invita a cena. Alla fattoria, le galline di Lydia si rifiutano di mangiare. A Lydia non piace Melanie a causa della sua reputazione di stravaganze, riportati nelle colonne di riviste di gossip. Mitch invita Melanie, che è in compagnia di Annie, alla festa di compleanno di Cathy che si terrà il giorno dopo. Più tardi, c'è un tonfo alla porta di casa di Annie. Sulla soglia si trova un gabbiano morto.
Alla festa di Cathy, Melanie racconta a Mitch del suo passato travagliato e di sua madre che è scappata con un altro uomo quando aveva l'età di Cathy. Durante un gioco, i bambini vengono attaccati dai gabbiani. Più tardi quella sera, mentre Melanie cena con i Brenner, i passeri sciamano in casa attraverso il camino. Mitch insiste che lei ritardi il viaggio di ritorno a San Francisco e rimanga per la notte. La mattina dopo, Lydia fa visita alla sua vicina per discutere del motivo per cui le loro galline non mangiano. Scopre il suo cadavere senza occhi, beccato dagli uccelli, e fugge inorridita. Mentre si sta riprendendo a casa, Lydia teme per l'incolumità di Cathy e Melanie si offre di andarla a prendere a scuola. Mentre Melanie aspetta fuori dalla scuola, uno stormo di corvi si raduna nel parco-giochi dietro di lei. Prevedendo un attacco, avverte Annie. Invece di lasciare gli studenti al sicuro nell'edificio, li evacuano e i corvi attaccano. Mitch trova Melanie alla tavola calda. Quando i gabbiani attaccano un benzinaio, Mitch e altri uomini escono per aiutarlo. La benzina versata dopo la caduta del benzinaio viene incendiata dal fiammifero di un passante ignaro, provocando un'esplosione. Durante l'incendio, Melanie e gli altri si precipitano fuori, ma altri gabbiani attaccano e Melanie si rifugia in una cabina telefonica. Mitch la salva e tornano alla tavola calda. Una donna sconvolta incolpa Melanie per gli attacchi, sostenendo che sono iniziati con il suo arrivo. La signora Bundy, un'ornitologa che si era fatta beffe delle notizie di attacchi di uccelli, siede in un silenzio attonito.
Mitch e Melanie vanno a casa di Annie a prendere Cathy. Trovano il corpo di Annie all'esterno; è stata uccisa dai corvi mentre proteggeva Cathy. Portano a casa Cathy, che è traumatizzata. Quella notte, Melanie e i Brenner si barricano nella casa di famiglia, che viene attaccata da uccelli che per poco non fanno breccia nelle porte e nelle finestre sbarrate. Quando gli uccelli sembrano essersene andati, Melanie indaga su un suono svolazzante nella camera da letto della mansarda. Dopo aver scoperto che gli uccelli si sono fatti strada attraverso il tetto, Melanie viene attaccata, e sviene fino a quando Mitch non la tira fuori. Mitch insiste che vadano tutti a San Francisco per portare Melanie, ora ferita, traumatizzata e catatonica, in ospedale. Mentre Mitch prepara l'auto di Melanie per la loro fuga, un mare di uccelli si è radunato intorno alla casa dei Brenner. Mitch sposta silenziosamente l'auto fuori. L'autoradio segnala attacchi di uccelli alle comunità vicine, come Santa Rosa, e l'esercito potrebbe intervenire. Cathy recupera i suoi pappagallini (gli unici uccelli che non attaccano) dalla casa e si unisce a Mitch e Lydia mentre scortano Melanie oltre una massa di uccelli e nella macchina. L'auto si allontana lentamente sotto gli occhi degli uccelli.

## Produzione

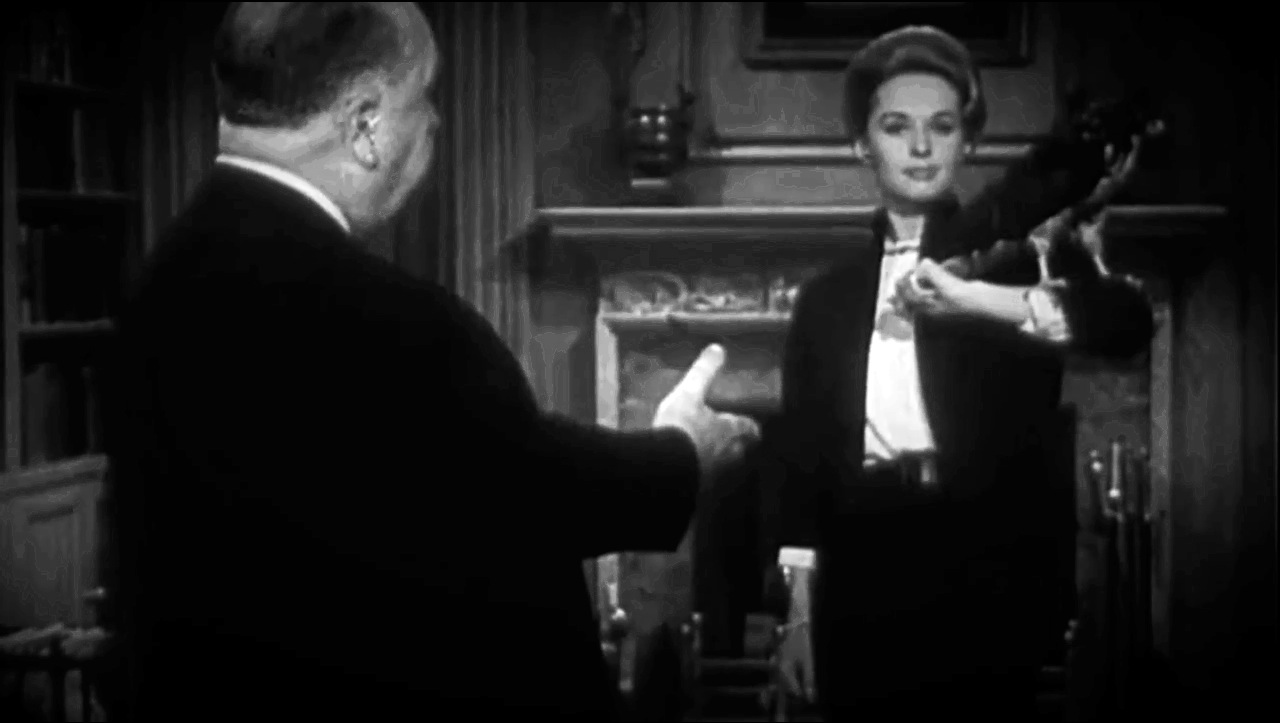
Alfred Hitchcock con Tippi Hedren nel teaser.

Il film fu prodotto e distribuito dalla Universal Pictures.

### Soggetto
Fu tratto dall'omonimo racconto di Daphne Du Maurier, di cui però mantiene solo l'idea centrale, cioè l'attacco degli uccelli contro gli uomini.
Hitchcock aveva ripensato al racconto dopo aver letto sul Sentinel del 18 agosto 1961, quotidiano di Santa Cruz, la notizia di una nuova invasione di uccelli marini fra le case sulla costa, più ampia e devastante di quella avvenuta nell'anno precedente.

### Sceneggiatura
La sceneggiatura fu scritta da Evan Hunter e i personaggi sono creati ex novo.

### Cast artistico
Hitchcock decise di non utilizzare attori affermati nel ruolo dei protagonisti, anche per contenere i costi del film, già molto alti per i numerosi e complessi effetti speciali.
Per la parte della protagonista femminile scritturò così Tippi Hedren, allora nota come modella e con qualche apparizione solo nelle pubblicità televisive: egli ne guidò personalmente e accuratamente l'interpretazione per tutta la durata delle riprese, trasformandola in una vera attrice e assegnandole il ruolo della protagonista anche nel suo film successivo Marnie (1964).
Per la parte del protagonista maschile venne impiegato Rod Taylor, già attivo nel cinema da vari anni, ma al suo primo ruolo di una certa importanza, mentre nella parte della madre di questi Hitchcock volle la stimata attrice di teatro Jessica Tandy.
Per il personaggio della maestra, anziché Anne Bancroft, proposta dallo sceneggiatore Hunter, Hitchcock scelse la più giovane Suzanne Pleshette, notata in programmi televisivi.
Il ruolo della undicenne Cathy, sorella del protagonista, venne assegnato all'inglese Veronica Cartwright, già impiegata da Hitchcock in due episodi della serie televisiva Alfred Hitchcock presenta (1960-1961) e reduce dal drammatico Quelle due (1961) di William Wyler.

### Cameo

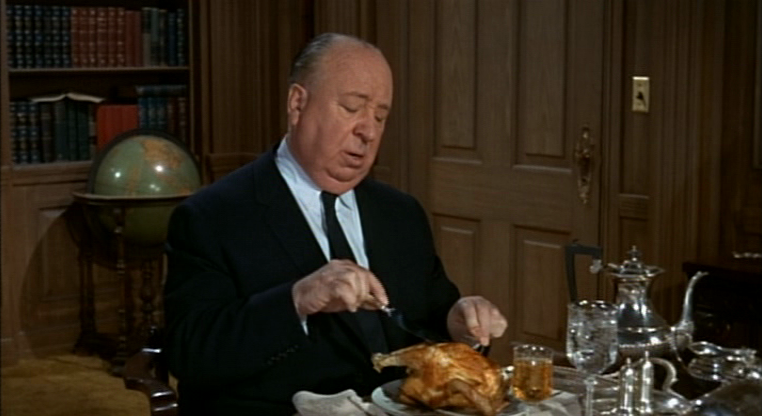
Alfred Hitchcock nel trailer mentre trincia un pollo.

Come in quasi tutti i suoi film, Hitchcock appare in un cameo: all'inizio del film lo si vede uscire da un negozio di animali di San Francisco, con al guinzaglio due cani bianchi (si trattava in realtà dei suoi due terrier, Geoffrey e Stanley), proprio nello stesso istante in cui sta entrando la protagonista.

### Riprese
Durante le riprese si dovettero affrontare innumerevoli problemi: i componenti della troupe furono graffiati e beccati; Tippi Hedren, nella scena in cui sale in una camera e viene aggredita dagli uccelli, fu ferita al viso da uno dei gabbiani; il lunedì successivo, quando dovettero riprendere le riprese, la trovarono stesa sul divano in stato di choc. Usarono quindi una controfigura per la scena in cui Mitch la porta giù dalle scale.
Uno dei corvi addestrati aveva preso in antipatia Rod Taylor, e appena lui arrivava sul set chiedeva preoccupato se l'uccello lavorasse quel giorno; il corvo, però, lo aspettava puntualmente appoggiato su una trave del set e lo inseguiva per beccarlo.

#### Ambientazione
Le riprese si svolsero nel periodo marzo-luglio 1962 negli studi Universal Pictures e nella California settentrionale, a Bodega Bay, piccolo porto sul Pacifico, a circa 60 miglia (un centinaio di chilometri) da San Francisco: qui la protagonista trascorre il fine settimana e vi si svolge la maggior parte del film; per l'occasione furono ricostruite fedelmente delle abitazioni esistenti per la casa e la fattoria.

### Effetti speciali
"Delle 3000 inquadrature previste (circa il doppio di quelle di un film normale e quasi il triplo di quante ne usasse Hitchcock di solito), quasi 400 contenevano trucchi e fotomontaggi."
Hitchcock richiese la collaborazione di molti esperti: lo scenografo Robert Boyle, il direttore della fotografia Robert Burks, il montatore George Tomasini.
Poiché detestava lavorare in esterni, la maggior parte dei fondi che si vedono sono stati dipinti. Nonostante le difficoltà per le tecniche di ripresa sul fondale blu in uso in quel periodo, trovarono un'alternativa usando il metodo introdotto da Walt Disney: mascherine e fondali illuminati con lampade al sodio su fondale giallo.
Gli addetti agli effetti speciali e quelli del reparto ottico lavorarono sul film per più di un anno.
"Tutte le risorse del cinema disponibili nel 1962 furono messe in gioco per la realizzazione di questo film, che stava man mano diventando il più costoso, tecnicamente più ambizioso e programmato in modo più rigoroso di tutti".

### Gli animali
Ray Berwick, l'addomesticatore degli uccelli, addestrò gabbiani, corvi e cornacchie a colpire, a ritornare ai loro posti, a piombare di nuovo sopra le loro vittime.
L'associazione per la protezione degli animali, Humane Society, era presente sul set per assicurarsi che non venisse fatto del male agli uccelli, che fossero alimentati in modo corretto e che non si abusasse del loro lavoro.
Si utilizzarono inoltre uccelli meccanici, costruiti apposta per le scene in cui recitavano i bambini. Si fece ricorso anche all'animazione.

## Distribuzione
La prima si ebbe il 28 marzo 1963. Nelle sale italiane, il film è stato distribuito nuovamente a partire dal 7 gennaio 2019.
La proporzione originale è di 1,37:1 (negative ratio) ma circola sulle emittenti TV italiane una versione widescreen di 1,85:1, ottenuta con delle tendine nelle parti inferiore e superiore dell'immagine, che riducono di circa il 20% la superficie visibile.

## Colonna sonora
Il film è sperimentale e originale anche dal punto di vista della colonna sonora.
Priva di accompagnamento musicale tradizionale, con l'eccezione di un accenno del Première Arabesque di Claude Debussy suonato al pianoforte da Melania e di una canzoncina cantata dai bambini della scuola, Risseldy Rosseldy, una versione americana della canzone popolare scozzese di Wee Cooper O'Fife, la colonna sonora è costituita unicamente dai rumori degli uccelli elaborati come una vera partitura.
Un duo di esperti in musica elettro-acustica, composto da Remi Gassmann e Oskar Sala, ebbe il compito di creare artificialmente tutti i rumori degli uccelli attraverso nastri magnetici accelerati in lettura e con uno strumento elettronico chiamato Trautonium dal nome del suo inventore Friedrich Trautwein. che ne realizzò il prototipo nel 1929. Tuttavia fu proprio il musicista elettronico tedesco Oskar Sala negli anni a perfezionare lo strumento sino a creare una sorta di ibrido tra organo e sintetizzatore musicale.
I rumori erano trattati ed elaborati secondo le indicazioni del regista che dettava alla segretaria una vera e propria sceneggiatura dei suoni. "Facevamo veramente qualcosa di sperimentale con tutti questi suoni autentici, che poi stilizzavamo in modo da trarne maggiori effetti drammatici".

### Battiti d'ali
"Per esempio, quando Melania, rinchiusa nella mansarda, è attaccata dagli uccelli, avevamo molti suoni naturali, dei battiti di ali, ma li abbiamo stilizzati per ottenere un'intensità maggiore. Bisognava ottenere un'ondata minacciosa di vibrazioni piuttosto che un suono di un solo livello, al fine di avere una variazione di questo rumore, qualcosa di simile al suono ineguale prodotto dalle ali".

### Passi e inquadrature
Nella scena in cui Lydia, la madre di Mitch, trova il cadavere dell'agricoltore, la colonna sonora è fondamentale. Il rumore dei passi della donna che corre nel cortile, all'esterno, è differente da quello dei passi nel corridoio all'interno della casa, sottolineati da una leggera eco. Il rumore dei passi è inoltre accompagnato da riprese dall'alto mentre quando la donna, impietrita dal terrore, resta immobile, si passa al primo piano e, quando torna a muoversi, "il rumore dei passi è proporzionato alla dimensione dell'immagine, aumenta fino a quando entra nel camioncino e a questo punto si sente un suono di agonia, quello del rumore del motore del camioncino, deformato".

### Il "grido" muto
Lydia terrorizzata non riesce a parlare, né a emettere alcun suono: apre la bocca e non esce alcun grido. L'effetto è molto intenso e l'inquadratura ricorda il famoso quadro di Edvard Munch, L'urlo. Non è da escludere che il cineasta sapesse della scena della brechtiana Madre coraggio (immediato dopoguerra), in cui la protagonista, alla vista dell'uccisione della figlia – dopo avere assistito alla morte di altri due figli – "emette" il famoso non urlo, rimanendo pietrificata a bocca aperta: l'interprete era Helen Weigel, moglie di Bertolt Brecht. La scena verrà copiata, anzi "citata", come usa dire in gergo artistico, da Lina Volonghi, nei panni di Madre coraggio, produzione Teatro Stabile di Genova, 1971, per la regia di Luigi Squarzina. Un famosissimo grido muto lo si trova anche nel tragico finale de Il padrino - Parte III di Francis Ford Coppola (1990) quando Michael Corleone (Al Pacino) rimane scioccato dopo che la figlia Mary (Sofia Coppola), colpita per errore da un proiettile destinato a lui, spira tra le sue braccia.

### Silenzio
"Per la scena finale, quando Rod Taylor apre la porta della casa e vede per la prima volta degli uccelli a perdita d'occhio, ho chiesto un silenzio, ma non un silenzio qualsiasi; un silenzio elettronico di una monotonia che potesse evocare il rumore del mare che giunge da molto lontano".

## Accoglienza

### Incassi
Il film ebbe successo di pubblico. Nei primi mesi di proiezioni incassò oltre 11 milioni di dollari.

### Critica
Il film fu complessivamente sottovalutato dalla critica internazionale dell'epoca.
Era stato criticato negativamente da parecchi articoli apparsi sulla stampa americana (New York Times, Newsweek, New Yorker): per la mancanza di una ferma conclusione, per una costruzione debole, per l'amalgama non del tutto riuscito fra commedia e horror, per le interpretazioni poco convincenti dei due non famosi protagonisti, infine per la delusione di non trovare il thriller a cui il regista aveva abituato il suo pubblico.
Quando gli chiesero come avesse reagito alle critiche negative, a dispetto del grande successo di pubblico, Hitchcock rispose ironicamente di "aver pianto per tutto il percorso da casa fino alla banca".

## Riconoscimenti
- 1964 - Premio Oscar
  - Candidatura per i migliori effetti speciali a Ub Iwerks
- 1964 - Golden Globe
  - Miglior attrice debuttante a Tippi Hedren

## Tematiche trattate e analisi
Truffaut: "Il film è chiaramente una costruzione intellettuale, una fantasia".
Noel Simsolo lo definisce "una meditazione sul cosmo", in particolare sulla posizione e sul ruolo dell'uomo nel cosmo.
Federico Fellini afferma che è una delle opere di Hitchcock da lui predilette, uno dei più grandi film di tutti i tempi: "Gli uccelli può venire meglio apprezzato non come una narrazione lineare, ma più come un poema lirico tragico i cui episodi sono come stanze che rafforzano un singolo tema a livello emotivo."

### Struttura del film
Il ritmo iniziale è volutamente lento.
Il film decolla come una commedia sofisticata e per quasi 45 minuti pare non succedere niente, eccettuato il corteggiamento fra i due protagonisti: "...il film scherza sul ciglio del burrone".
Gli uccelli, prima percepiti soltanto come vaga minaccia, gradualmente intervengono in una serie di attacchi, prima individuali e successivamente di gruppo. In un crescendo sempre più concitato, diventano pericolosi e incontrollabili.
Nella parte finale il film assume un carattere catastrofico.

### Temi
Donald Spoto individua nel film alcune tematiche tipiche di Hitchcock, qui particolarmente approfondite:
- Il tema dell'abbandono, della solitudine e della paura dell'altro. "...il film esplora la fragilità dei rapporti umani, la paura della perdita e dell'abbandono.[...] ogni avvenimento relativo agli uccelli viene subito dopo una scena che descrive la paura di un personaggio di essere solo o di venire abbandonato".

Melania è stata abbandonata dalla madre quando aveva soltanto undici anni (la stessa età di Cathy, sorella del protagonista), la maestra Annie è stata abbandonata dal fidanzato Mitch, Lydia, la madre di Mitch, rimasta vedova, teme di essere abbandonata anche dal figlio maggiore.
- Il tema della "visione". Oltre quaranta volte nel film tornano parole relative al "vedere"; ogni sequenza si conclude con una dissolvenza su un personaggio che guarda fuori nel vuoto; gli uccelli beccano le orbite vuote dell'agricoltore ucciso. Gli uccelli guardano, spiano.[8] Segnalano:
- Il tema dell'incomunicabilità. Ne è un esempio la sequenza del Tides Café. Melania e gli avventori scorgono un uomo che sta per accendere una sigaretta accanto alla sua auto mentre a terra scorre benzina: si apre subito la finestra e tutti gridano che non getti il fiammifero, ma lui non può sentirli e provoca col suo gesto una tremenda esplosione che lo travolge.

#### Metafora della frantumazione
In tutto il film ritorna ossessionante l'idea della distruzione:
- sui titoli di testa sagome nere di uccelli passano e beccano le lettere distruggendo le parole appena si formano;
- Mitch ha conosciuto Melania nell'aula del tribunale dove era processata per aver frantumato una vetrina con la sua auto fuori controllo;
- il gabbiano che aggredisce Melania le lacera la pelle e la fa sanguinare;
- Lydia raccoglie sul pavimento del suo salotto i cocci dei piattini di porcellana dopo l'invasione dei passeri dal camino e ha la premonizione della morte di Dan quando vede le tazze da tè appese sopra la stufa, frantumate;
- nella stanza di Dan i vetri delle finestre sono ridotti a schegge, i mobili a pezzi, non c'è più niente di intero;
- durante l'assalto nel giorno del compleanno di Cathy scoppiano i palloncini e i becchi degli uccelli strappano gli abiti e feriscono i bambini;
- durante la fuga dalla scuola, gli occhiali di una delle bambine si frantumano sulla strada;
- le pareti della cabina telefonica in cui è asserragliata Melania si spezzano e non reggono ai colpi ripetuti;
- nella casa dei Brenner porte e scuri si crepano e si spaccano;
- infine nell'ultima scena appare completa la metamorfosi di Melania: spettinata, insanguinata, bendata, le unghie laccate spezzate, gli abiti gualciti, senza parole e negli occhi solo vuoto terrore.

### Finale
Una prima versione prevedeva che i fuggiaschi, terrorizzati e sottoposti a continui assalti nell'auto della protagonista, giungessero poi a San Francisco e trovassero il Golden Gate Bridge completamente invaso dagli uccelli; sembra che alcune di queste scene vennero effettivamente predisposte e girate. In seguito, Hitchcock optò per un finale aperto a diverse interpretazioni e volle che dopo l'ultima inquadratura non comparisse nemmeno la scritta The End, poi inserita nella versione finale del film, su insistenza della casa produttrice, per non disorientare del tutto il pubblico.
"La magnifica atmosfera impressionista della scena finale cos'altro è se non l'incubo del Giudizio Universale tradotto in luce?".

### Interpretazioni
"Perché gli uccelli attaccano gli uomini?"
È la domanda inevitabile a cui lo spettatore cerca di dare una risposta.

#### Sequenza del "Tides Café"
Hitchcock, prevenendola, fa affrontare la questione, in una sequenza centrale del film. Melania riferisce dell'attacco degli uccelli ai bambini usciti dalla scuola agli avventori riuniti nel Café Tides, i quali, esprimendo le loro convinzioni, illustrano posizioni e pregiudizi comuni:
- l'ornitologa, in base alle sue conoscenze scientifiche si rifiuta di crederle e nega che una ribellione degli uccelli sia possibile;
- un avventore alcolizzato e predicatore declama brani delle profezie di Ezechiele sulla punizione divina dei peccati dell'uomo;
- un marinaio condivide la preoccupazione e l'angoscia di Melania e racconta che la sua barca è stata aggredita dai gabbiani;
- un viaggiatore di passaggio invoca un intervento di forza "bisogna sparare e ucciderli tutti";
- una madre spaventata e nevrotica (interpretata da Doreen Lang, già impiegata quattro anni prima nel breve ruolo della segretaria di Cary Grant in Intrigo internazionale) incolpa Melania di essere lei la causa di tutto, e di aver portato con il suo arrivo la disgrazia a Bodega Bay. Quando la donna le dà della strega e l'accusa di essere malvagia, Melania la colpisce con un sonoro schiaffo, reagendo però come se quella fosse la terribile verità e non una comune offesa.

#### I critici cinematografici
Per l'interpretazione del film sono state formulate nel tempo varie teorie:
- cosmologica: che cosa succederebbe se si alterasse l'ordine dell'universo, l'equilibrio di potere fra l'uomo e gli altri elementi della natura;[11]
- ecologica: gli uccelli si vendicano degli abusi subiti dall'uomo;
- religiosa: la divinità punisce le colpe del genere umano;[12]
- politico-storica: l'invasione degli uccelli allude al pericolo atomico, ricorda i raid aerei della seconda guerra mondiale;[13]
- psicologico-famigliare: gli uccelli riflettono le tensioni tra i personaggi, le difficili relazioni sentimentali soprattutto all'interno della famiglia;[14]
- psicanalitica: l'invasione degli uccelli rappresenta l'esplosione di forze intrapsichiche, l'affiorare di desideri repressi. Questa tesi è stata sostenuta dallo psicanalista e filosofo Slavoj Žižek.[15]

## Curiosità, sequel e remake
Nella sequenza iniziale del film, girata in una strada di San Francisco, il regista omaggia chiaramente la sua nuova ed esordiente protagonista Tippi Hedren, facendole in parte ripetere lo sketch di un ragazzino che la fischia vedendola passare accanto; infatti era già apparso nella pubblicità televisiva della bevanda dietetica Sego e la cui casuale visione, nell'ottobre del 1961, indusse Hitchcock con determinazione a volere rintracciare e conoscere la Hedren prima della definitiva conferma del cast artistico.
Per il ruolo della eccentrica ornitologa, che nel film ha un breve ma intenso confronto con la protagonista all'interno del ristorante, venne scelta l'attrice inglese Ethel Griffies, che allora aveva 86 anni e che il regista ricordava e ammirava sin dai tempi delle sue assidue frequentazioni giovanili nei teatri londinesi.
Verso la parte finale del film, prima del definitivo attacco e della rocambolesca fuga dei protagonisti, sembra che il regista avesse predisposto scene apocalittiche, con strade, case e persone devastate dalla ferocia degli uccelli, e con addirittura un autobus scolastico rovesciato. Di tali riprese rimarrebbero solo alcuni fotogrammi.
Sono stati prodotti un sequel apocrifo, Uccelli 2 - La paura (1987) di René Cardona Jr., ed uno ufficiale, Gli uccelli II (1994) di Rick Rosenthal, entrambi di scarso successo e di cui però manca il cast originale, con l'eccezione di Tippi Hedren nel secondo.
Un remake in pre-produzione presso la Platinum Dunes era previsto che uscisse il 3 luglio 2009 negli Stati Uniti, ma fu rinviato a data da destinarsi in seguito a numerosi problemi di produzione. Ispirato anch'esso al racconto di Daphne De Maurier e trattato per il cinema da Leslie Dixon, alla regia era previsto Michael Bay, in seguito sostituito da Martin Campbell. Nel cast artistico era stata confermata Naomi Watts per il ruolo di Melanie Daniels.